# Tegencultuur
Een tegencultuur is een stroming die zich tegen de gevestigde orde keert. Dit kan zowel een groep in de samenleving zijn die zich tegen een politiek klimaat of bepaalde politieke ontwikkelingen verzet (politiek activisme), alsook een groep kunstenaars en geestverwanten die zich op een bepaalde manier op kunstzinnige wijze manifesteren.

## Politieke voorbeelden
- Dierenrechtenactivisme
- Milieuactivisme
- Extreemlinks
- Extreemrechts
- Provo
- R.A.F.
- Collectief ondeugend

## Voorbeelden in de kunst
- 420-viering
- Beatgeneration
- Cinema of Transgression
- Hippiecultuur
- No wave
- Punk
- Transgressieve kunst
- Undergroundstrips